# 米法山水

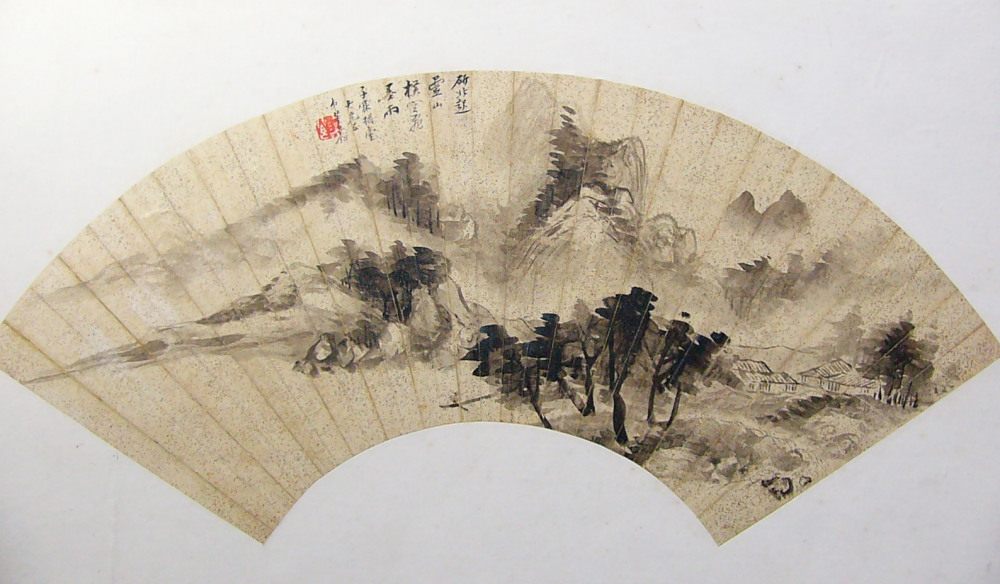
董在鎔 米法山水

米法山水（べいほうさんすい）は、中国、宋代の文人画家、米芾・米友仁父子が始めたと伝えられる水墨山水画法。唐代の溌墨山水、粗放な型の画風の創始者の一人王黙に源を持つといわれるが、後世では極めて瀟洒 なものになった反面、整いすぎて形式化したものが少なくない。
輪郭線を用いず、山の大体の形や木の枝幹を墨のぼかしで作り、その上に墨の点を重ねてかきあげる方法で、この墨の点描を米点と呼ぶ。

## ギャラリー

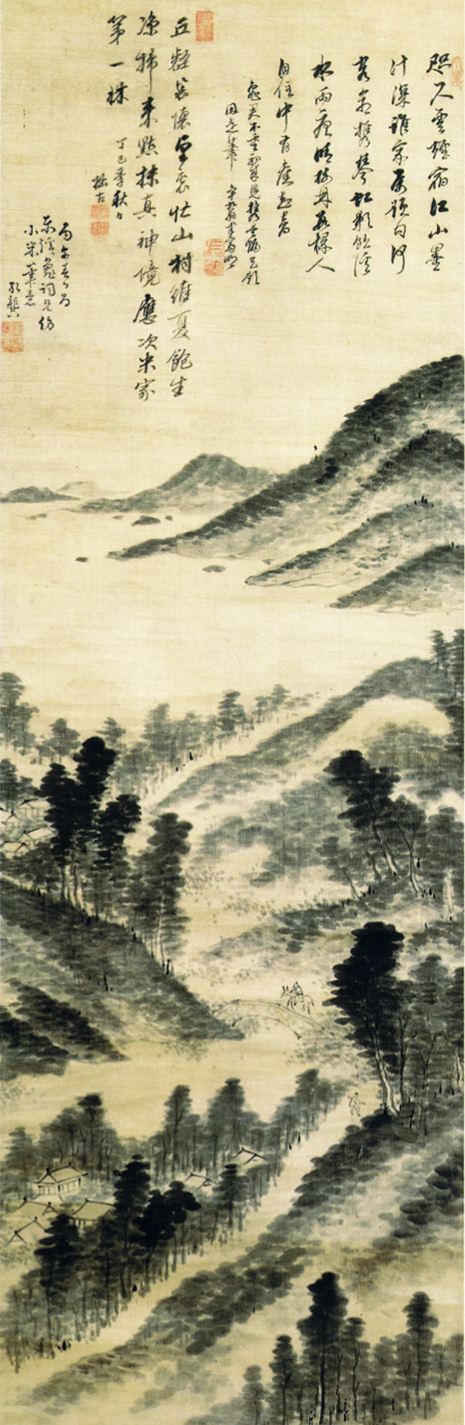
「米法山水図」木村蒹葭堂

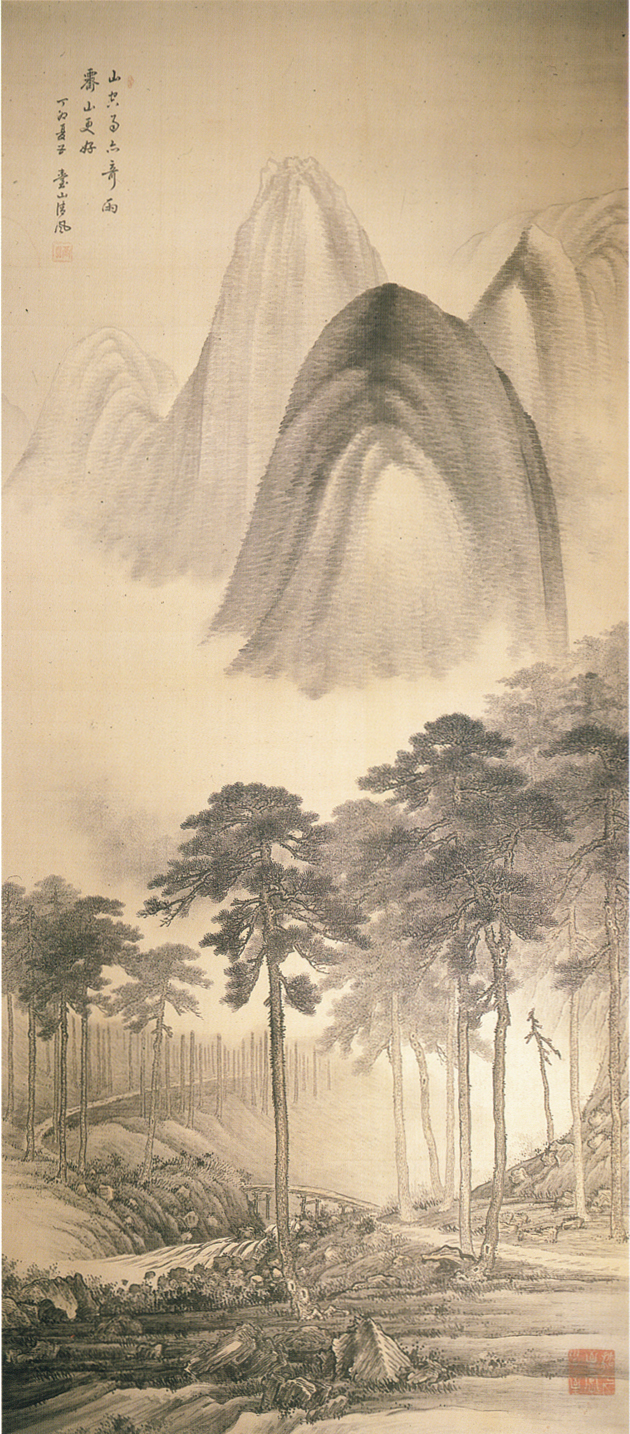
米「法雨霽山水図」広瀬臺山

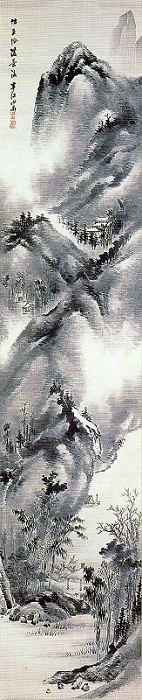
「紙本墨画米法山水図 」岡田半江